# Ханан (шелфов ледник)
Шелфовият ледник Ханан (на английски: Hannan Ice Shelf) заема част от крайбрежието на Източна Антарктида, край брега на Земя Ендърби, в акваторията на море Космонавти, част от Индоокеанския сектор на Южния океан. Заема югозападната част на големия залив Лена (Кейси) с дължина и ширина около 30 km. На северозапад се затваря от полуостров Танг. От запад се подхранва от ледника Мол, а от ют – от ледника Киченсайд. В средата на шелфовия ледник е разположен остров Маккинан.
Шелфовият ледник Ханан е открит, изследван и топографски заснет през 1956 – 57 г. от австралийска антарктическа експедиция и е наименуван от участниците в нея в чест на Франсис Томас Ханан (1911 – 1988), австралийски метеоролог в новооткритата полярна станция „Моусън“.